# Leptogaster titanus
Leptogaster titanus là một loài ruồi trong họ Asilidae. Leptogaster titanus được Carrera miêu tả năm 1958. Loài này phân bố ở vùng Tân nhiệt đới.